# Philippus Bach
Philippus Bach, detto Lips (1552), è stato un musicista tedesco, capostipite della dinastia degli organisti dei duchi di Sassonia-Meiningen, antenato di Johann Ludwig Bach e parente di Johann Sebastian Bach.

## Biografia
Scarseggiano le informazioni sulla sua vita: fu figlio di Veit Bach e fratello di Hans Bach. Ricevette l'educazione musicale con ogni probabilità dal padre. Lips Bach ebbe un figlio, Wendel Bach.